# Police, Poljska
Police (nemško Pölitz) je poljsko mesto v Zahodnopomorjanskem vojvodstvu. Leži ob reki Odri. Število prebivalcev: 33,6 tisoč (2014). Površina: 36,84 km².